# Palgeum-myeon
Palgeum-myeon (koreanska: 팔금면) är en socken i kommunen Sinan-gun i provinsen Södra Jeolla i den sydvästra delen av Sydkorea, 320 km söder om huvudstaden Seoul. Palgeum-myeon består av ön Palgeumdo (18 km²), en liten bebodd ö, Maedo med 18 invånare, och mindre kringliggande obeboodda öar.